# Trilepis
Trilepis es un género de plantas herbáceas de la familia de las ciperáceas.   Comprende 13 especies descritas y de estas, solo 7 aceptadas.

## Taxonomía
El género fue descrito por Christian Gottfried Daniel Nees von Esenbeck y publicado en Linnaea 9(3): 305. 1834. La especie tipo es: Trilepis lhotzkiana Nees

## Especies aceptadas
A continuación se brinda un listado de las especies del género Trilepis aceptadas hasta febrero de 2014, ordenadas alfabéticamente. Para cada una se indica el nombre binomial seguido del autor, abreviado según las convenciones y usos.
- Trilepis alcatrazensis Gilly
- Trilepis ciliatifolia T.Koyama
- Trilepis eximia (C.B.Clarke) H.Pfeiff.
- Trilepis kanukuensis Gilly
- Trilepis lhotzkiana Nees
- Trilepis microstachya (C.B.Clarke) H.Pfeiff.
- Trilepis tenuis Vitta